# Rossomyrmex
Rossomyrmex là một chi côn trùng thuộc họ Formicidae. Chi này có các loài sau:
- Rossomyrmex minuchae
- Rossomyrmex proformicarum.